# Франсиско де Овьедо
Франсиско де Овьедо (лат. Franciscus de Oviedo; 1602, Мадрид — 9 февраля 1651, Алькала-де-Энарес) — испанский иезуитский философ, теолог, ученик Педро Уртадо де Мендосы, номиналист.

## Биография
Присоединился в 17 лет к Обществу Иисуса 7 марта 1619 в провинции Толедо. Овьедо преподавал гуманитарные науки 2 года в разных колледжах, 5 лет философию в коллегиумах Оропесы (Oropesanum Collegium) и Алькалы (Collegium Complutense), затем 23 года нравственное богословие в Императорском коллегиуме Мадрида (Academia Regia Matritensi) и схоластическое богословие в коллегиумах Алькалы и Мурсии.
Овьедо умер в коллегиуме Алькалы в 1651 году.

## Целостный философский курс (Integer cursus philosophicus)

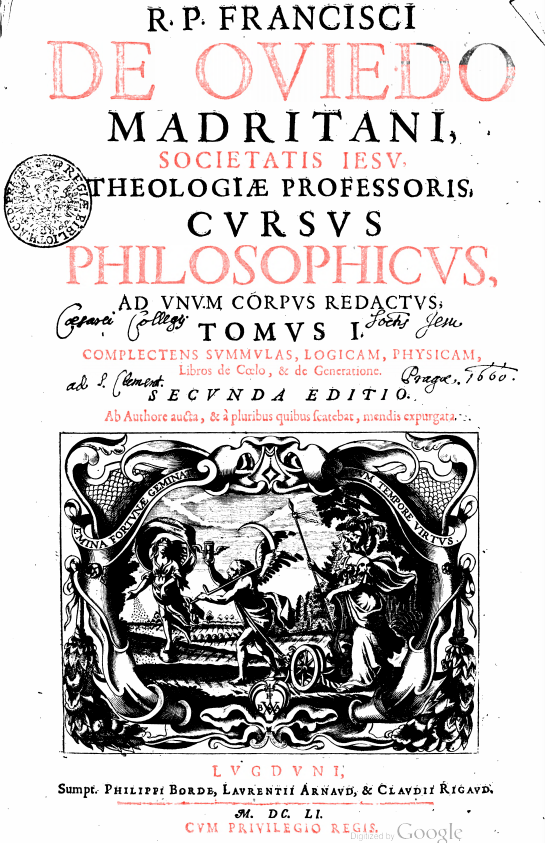
Родриго де Арриага «Integer cursus philosophicus», 1651

Его Целостный философский курс (Integer cursus philosophicus) стал очень влиятельным учебником, в котором часто цитируются Франсиско Суарес, Габриэль Васкес, Педро Уртадо де Мендоса, Франческо Альбертини (1552-1619) и Родриго де Арриага. Integer cursus philosophicus, вместе с Cursus Philosophicus Родриго де Арриаги, был почти символом схоластики XVII века (его часто использовали Пьер Бейль и кембриджский неоплатоник Джозеф Гленвилл).

## Труды
- Integer cursus philosophicus ad unum corpus redactus in summulas, logicam, physicam, de coelo, de generatione, de anima, et metaphysicam distributus, 2 vols, Lyon, 1640.
- Tractatus theologici, scholastici et morales respondentes primae secundae D. Thomae, Lyon, 1646.
- Tractatus theologici, scholastici et morales de virtutibus Fide, Spe, et Charitate, Lyon, 1651.